# توندیک
توندیک (به قزاقی: Tundik) یک رود در قزاقستان است که در بلندی‌های قزاق واقع شده‌است.